# Aron Pinczuk
Aron Pinczuk (* 15. Februar 1939 in San Martín, Argentinien; † 13. Februar 2022) war ein argentinisch-amerikanischer Festkörperphysiker.

## Leben
Pinczuk studierte an der Universidad de Buenos Aires und wurde 1969 an der University of Pennsylvania in Physik promoviert. Dort war er 1969/70 Assistant Professor und ging dann 1971 bis 1975 wieder zurück als Gastwissenschaftler am nationalen Forschungsrat von Argentinien. 1976 war er Gastwissenschaftler am Max-Planck-Institut für Festkörperforschung und 1977 Gastwissenschaftler bei IBM. Ab 1978 war er bei den Bell Laboratories bzw. (ab 1996) in deren Nachfolgeinstitut, bei Lucent Technologies. Er wurde dort Distinguished Member of the Technical Staff. Ab 2006 war er bei Alcatel-Lucent und außerdem ab 1998 Professor für Physik und Angewandte Physik an der Columbia University.
Er befasste sich mit Spektroskopie von Halbleitern und Isolatoren, Quantenstrukturen in Festkörpern und an Oberflächen, Elektronensystemen reduzierter Dimension und elektronischen Quantenflüssigkeiten. Er untersuchte Quasiteilchenanregungen in Quanten-Hall-Phasen mit optischen Methoden.
Später befasste er sich mit organischer Elektronik mit Pentacen und optischer Techniken zu dessen Untersuchung. Seiner Gruppe gelang die Beobachtung von Phononen und von intrinsischer Lumineszenz in Pentacen-Monoschichten.
1987 wurde er Fellow der American Physical Society. 1994 erhielt er den Oliver E. Buckley Condensed Matter Prize. 2009 wurde er Mitglied der American Academy of Arts and Sciences.

## Schriften
- Herausgeber mit Sankar Das Sarma Perspectives in Quantum Hall Effects, Wiley 2008 (darin von Pinczuk: Resonant Inelastic Light Scattering from Quantum Hall Systems)